# Крамаренко, Дмитрий Сергеевич
Дми́трий Серге́евич Крамаре́нко (азерб. Dmitri Kramarenko, род. 12 сентября 1974, Баку, Азербайджанская ССР, СССР) — советский и азербайджанский футболист, играл на вратарской позиции, тренер.
Сын советского вратаря Сергея Крамаренко.

## Биография
Воспитанник РСДЮШОР «Нефтчи» Баку. Начинал играть на позиции последнего защитника, позже был переведён тренерами в ворота.
Дебютировал на профессиональном уровне в бакинском «Динамо» в 1991 году. На следующий год стал чемпионом Азербайджана в составе «Нефтчи».
В начале 1993 года получил приглашение от московского «Динамо», на которое ответил согласием. Вместе с этим руководство «Нефтчи» неохотно отпустило футболиста, выслав трансферный лист только к маю 1993 года. По этой причине Крамаренко в первой половине года выступал только за дубль москвичей. В чемпионате России единственную игру провёл в игре против московского «Спартака» (1:1), в столкновении с Игорем Ледяховым получил травму колена правой ноги и был заменён на Валерия Клеймёнова на 70-й минуте.
В 1996—1997 играл за «Аланию», в составе которой стал серебряным призёром в 1996 году.
В 2002 году находился на просмотре в «Атлетико Мадрид».
В 2004 вернулся в Азербайджан, выступал за «Карван», с которым завоевал «бронзу» чемпионата 2004/05 и «серебро» 2005/06. В 2006 играл за «Терек», с 2007 — снова в Азербайджане.
Обладатель Кубка чемпионов Содружества 2008 года.
Провёл 33 игры за сборную Азербайджана. В 1994 году защищал ворота олимпийской сборной России в товарищеских матчах.
13 апреля 2015 года назначен тренером вратарей «Нефтчи». С 2020 года тренирует вратарей в национальной сборной Азербайджана.
17 января 2021 года назначен тренером вратарей ЦСКА, в котором продолжит совмещать свой пост с аналогичной работой в сборной Азербайджана.

## Личная жизнь
Отец — русский, мать наполовину азербайджанка, бабушка по материнской линии родом из Шуши.
Супруга Ирина из татарско-русской семьи. Две дочери. Одна из них, Лала Крамаренко — чемпионка Европы среди взрослых, двукратная чемпионка мира и трёхкратная чемпионка Европы среди юниоров по художественной гимнастике.